# 岐阜県道251号揖斐川谷汲山線
岐阜県道251号揖斐川谷汲山線（ぎふけんどう251ごう いびがわたにぐみさんせん）は、岐阜県揖斐郡揖斐川町内にある一般県道である。

## 概要

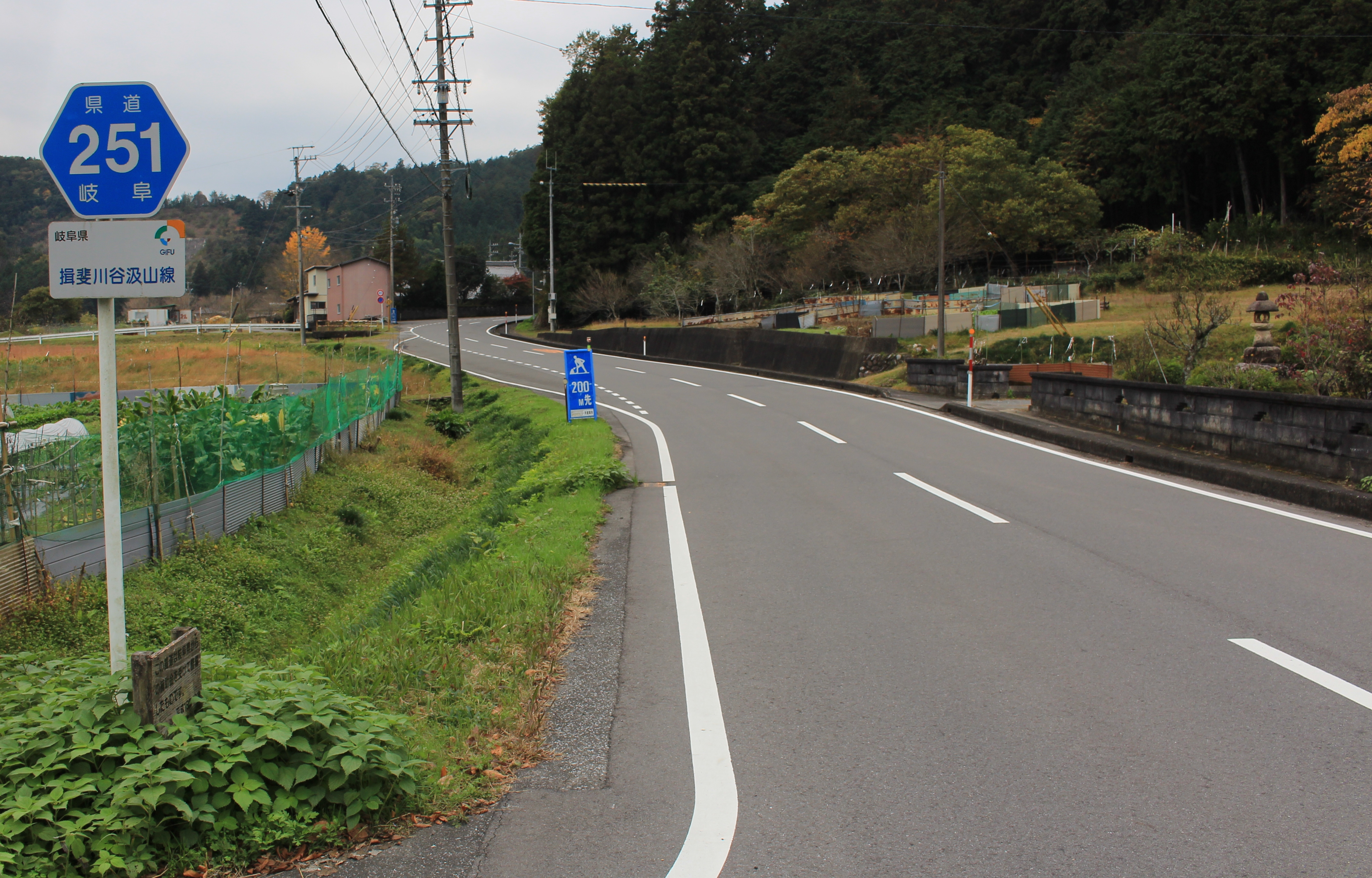
岐阜県道251号揖斐川谷汲山線、揖斐郡揖斐川町谷汲深坂にて

揖斐川町中心部と、谷汲徳積（旧揖斐郡谷汲村）を結ぶ路線である。大垣市方面から国道417号経由で谷汲方面へ向かうアクセス道路である。路線の後半は旧谷汲巡礼街道（中山道赤坂宿 - 谷汲山）にほぼ一致している。
岐阜県揖斐郡揖斐川町三輪の上新町交差点（国道303号、国道417号交点）が起点。北へ向かうがすぐ右折し、国道303号の旧道に入る。この付近は揖斐川町中心部で銀行や商店などが立ち並んでいる。下町バス停付近で左折し、道幅が広くなり北東に向かう。同町小野で旧谷汲巡礼街道と合流する。間もなく九十九折りになり、小野坂トンネルへ向かう。小野坂トンネルを越えると旧谷汲村に入る。谷汲の中心部を抜け、華厳寺の入口にあたる岐阜県道40号山東本巣線との山門前交差点が終点となる。

### 路線データ
- 起点：岐阜県揖斐郡揖斐川町三輪 上新町交差点（国道303号、国道417号交点）

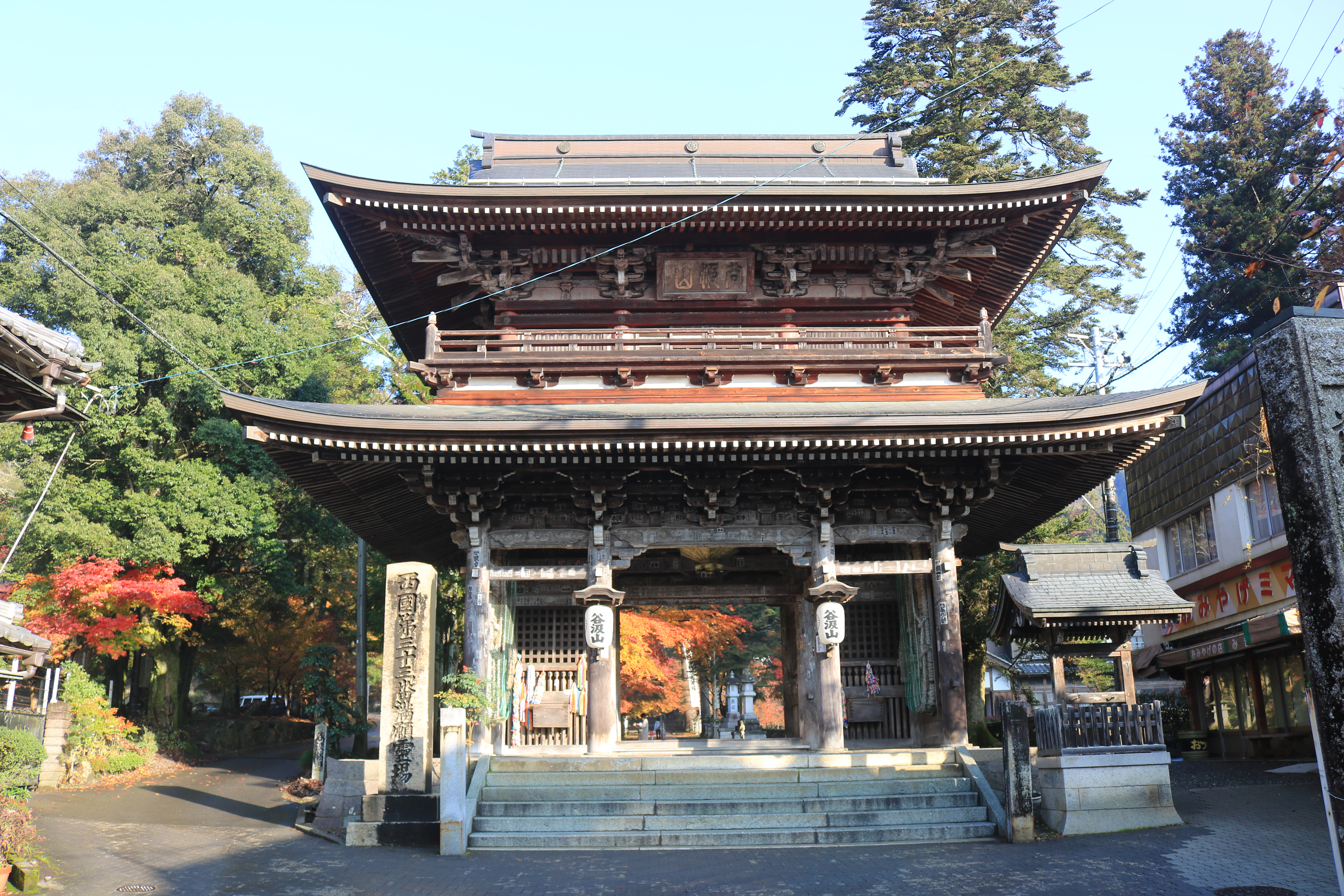
終点の谷汲山華厳寺の仁王門

- 終点：岐阜県揖斐郡揖斐川町谷汲徳積
- 総延長：7.037km

## 通過する自治体
- 岐阜県
  - 揖斐郡
    - 揖斐川町

## 主な接続道路
- 国道303号（揖斐川町 上新町交差点）
- 国道417号（揖斐川町 上新町交差点）
- 岐阜県道266号深坂大野線（揖斐川町谷汲深坂）

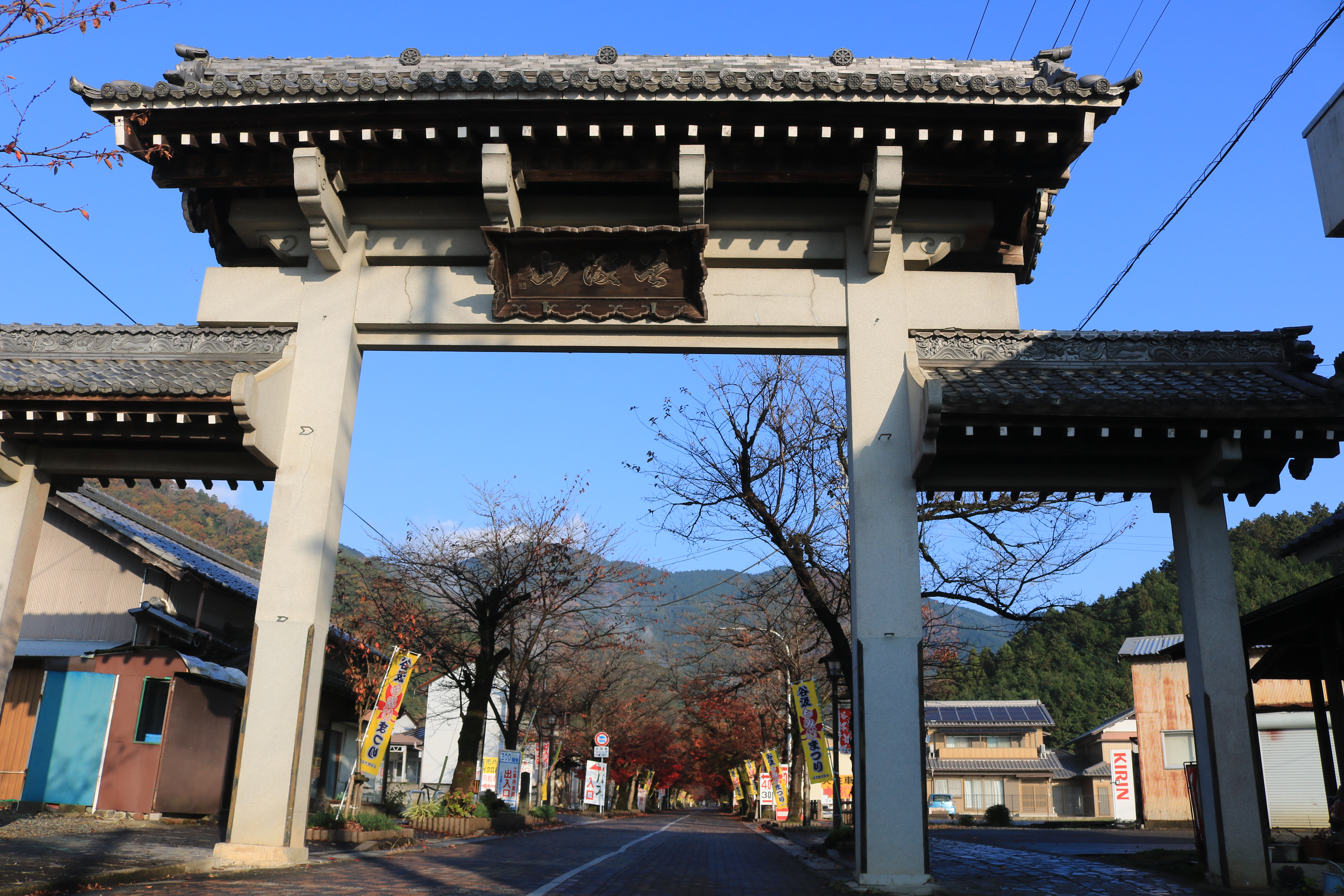
岐阜県道40号山東本巣線との山門前交差点の北側にある華厳寺の総門

- 岐阜県道40号山東本巣線（揖斐川町 山門前交差点）

## 周辺
- 揖斐川町立揖斐小学校
- 真教寺
- 岐阜県立揖斐高等学校
- 東光寺
- 谷汲保育園
- 揖斐川町立谷汲中学校
- 谷汲温泉満願の湯
- 谷汲振興事務所（旧谷汲村役場）
- 谷汲山華厳寺

## 別名
- 巡礼花街道（揖斐川町）